# Walter Breda
Walter Breda de Souza (Recife, 25 de dezembro de 1948) é um ator, dublador, produtor e locutor brasileiro. Iniciou a carreira nas rádios recifenses, até se mudar para o sudeste onde se destacou pelos mais variados papéis no teatro, televisão, cinema e dublagem.

## Biografia
Breda iniciou a carreira ainda na infância no final da década de 1950, atuando como radioator em vários programas da Rádio Clube do Recife. Posteriormente, no início da década de 1970, Breda estabelece-se entre os estados de Rio de Janeiro e São Paulo, construindo uma sólida carreira nos palcos teatrais e atuando em diversas montagens de sucesso, como Castro Alves Pede Passagem (1971–72), Mortos Sem Sepultura (1977–78) e O Infalível Dr. Brochard (1983–84).
Nesta mesma época, iniciou sua carreira na televisão, tendo trabalhado nas principais emissoras do país: Rede Globo, SBT, Rede Bandeirantes, TV Cultura, Rede Manchete e RecordTV. Entre 1987 e 1990 atuou na série humorística Bronco; já  a partir da década de 2000 ganhou destaque como o paraplégico Rafael em Pequena Travessa (2002–03), o implicante Seu Gomes em América (2005) e o alcoólatra Ramiro em Maria Esperança (2007). Em 2020, ganhou seu primeiro protagonista na televisão, atuando como o frentista e ex-cantor de brega Nelson Lopes na série Auto Posto, exibida pelo Comedy Central Brasil.
Simultaneamente começou a trabalhar como dublador, tendo trabalhado em diversos estúdios, sobretudo paulistas, como Álamo, BKS, Dublavídeo, S&C São Paulo e Megassom, além de uma rápida passagem pelo carioca Herbert Richers. Entre seus principais trabalhos na dublagem destacam-se Kaio-Sama do Norte em Dragon Ball Z; Felizberto em Rocko's Modern Life; Al Robbins em CSI: Crime Scene Investigation (1ª voz); as 1ª vozes do Holandês Voador e Mexilhãozinho em Bob Esponja; além de alguns atores como Al Pacino (Perfume de Mulher), Bob Gunton (Morcegos), Ian Holm (O Senhor dos Anéis: A Sociedade do Anel), Bob Hoskins (Hook) e Alan Arkin (Edward Mãos de Tesoura).

## Filmografia

### Como ator
| Ano       | Título                             | Personagem                         | Notas                                      | Emissora              |
| --------- | ---------------------------------- | ---------------------------------- | ------------------------------------------ | --------------------- |
| 2020–23   | Auto Posto                         | Nelson Lopes                       |                                            | Comedy Central Brasil |
| 2019      | Bom Sucesso                        | Agenor Peçanha (Peçanha)           | Episódio: "17 de setembro"                 | Rede Globo            |
| 2019      | Sob Pressão                        | Seu Alberto                        | Episódio: "9"                              | Rede Globo            |
| 2018      | Deus Salve o Rei                   | Enoque                             |                                            | Rede Globo            |
| 2016–17   | A Cara do Pai                      | Aldair Moreira                     |                                            | Rede Globo            |
| 2016      | A Terra Prometida                  | Orias                              |                                            | Rede Record           |
| 2015      | Zé do Caixão                       | Antônio André Marins               |                                            | Space                 |
| 2015      | Buuu - Um Chamado para a Aventura  | Vital Brazil                       |                                            | Gloob                 |
| 2014      | Amores Roubados                    | Delegado Givaldo                   |                                            | Rede Globo            |
| 2012      | Salve Jorge                        | Clóvis Feliciano da Silva          |                                            | Rede Globo            |
| 2012      | (fdp)                              |                                    |                                            | HBO Brasil            |
| 2012      | Dercy de Verdade                   | Manuel Gonçalves                   |                                            | Rede Globo            |
| 2010      | Malhação                           | Agenor Leal                        |                                            | Rede Globo            |
| 2010      | Ti Ti Ti                           | Coronel Gastão Malta (Gastãozinho) |                                            | Rede Globo            |
| 2009      | Cama de Gato                       | Delegado Salviano                  |                                            | Rede Globo            |
| 2009      | João Miguel                        | Zé Milagreiro                      |                                            | TV Cultura            |
| 2008      | Revelação                          | Otávio Nogueira                    |                                            | SBT                   |
| 2007      | Maria Esperança                    | Ramiro Hurtado                     |                                            | SBT                   |
| 2006      | Cobras & Lagartos                  | Tufi                               |                                            | Rede Globo            |
| 2005      | Qual É, Bicho?                     | Seu Malagueta                      | Participação                               | TV Cultura            |
| 2005      | América                            | Ary Francisco Gomes (Seu Gomes)    |                                            | Rede Globo            |
| 2003      | Malhação                           | Bigodão                            |                                            | Rede Globo            |
| 2003      | Pequena Travessa                   | Rafael dos Santos                  |                                            | SBT                   |
| 2002      | Os Normais                         | Juca                               | Episódio: "Parece Indecente, Mas é Normal" | Rede Globo            |
| 2002      | O Quinto dos Infernos              | Arcoverde                          |                                            | Rede Globo            |
| 2001      | Presença de Anita                  | Antônio                            |                                            | Rede Globo            |
| 2001      | Os Maias                           | Xavier                             |                                            | Rede Globo            |
| 2000      | Esplendor                          | José                               |                                            | Rede Globo            |
| 2000      | Uga Uga                            | Braz                               |                                            | Rede Globo            |
| 2000      | Sandy e Júnior                     | Tio Walter                         | Episódio: "Mentiras e Verdades"            | Rede Globo            |
| 1990      | Boca do Lixo                       | Manoel                             |                                            | Rede Globo            |
| 1990      | A História de Ana Raio e Zé Trovão | Padre Lizâneas                     |                                            | Rede Manchete         |
| 1987–1990 | Bronco                             | Ivan Pires                         |                                            | Rede Bandeirantes     |
| 1985      | Roque Santeiro                     | Francisco                          |                                            | Rede Globo            |
| 1983      | Sombras do Passado                 | Miguel                             |                                            | SBT                   |
| 1983      | Moinhos de Vento                   | Amigo de Leandro                   |                                            | Rede Globo            |
| 1983      | Parabéns pra Você                  | Clodoaldo                          |                                            | Rede Globo            |
| 1982      | O Coronel e o Lobisomem            | Janjão Caramujo                    |                                            | Rede Globo            |
| 1982      | As Cinco Panelas de Ouro           | Nicolau da Foz                     |                                            | TV Cultura            |
| 1981      | O Vento do Mar Aberto              | Eusébio                            |                                            | TV Cultura            |
| 1981      | Floradas na Serra                  | Dr. Celso Monteiro                 |                                            | TV Cultura            |
| 1979      | Dinheiro Vivo                      | Menezes                            |                                            | TV Tupi               |

### Cinema
| Ano  | Título                              | Papel                           |
| ---- | ----------------------------------- | ------------------------------- |
| 1976 | Guerra é Guerra                     | (segmento: Núpcias com Futebol) |
| 1977 | Trem Fantasma                       |                                 |
| 1980 | Maldita Coincidência                |                                 |
| 1981 | Pixote - A Lei do Mais Fraco        | Raulzinho                       |
| 1983 | A Próxima Vítima                    | Zé Luís                         |
| 1984 | S.O.S. Sex Shop                     | Gilberto                        |
| 1984 | Flor do Desejo                      | Leão                            |
| 1985 | O Beijo da Mulher Aranha            | Agente #1                       |
| 1990 | Beijo 2348/72                       |                                 |
| 1992 | PR Kadeia                           | Pastor                          |
| 1998 | Boleiros - Era Uma Vez o Futebol    | Lira                            |
| 1999 | A Hora Mágica                       | Marques                         |
| 2003 | Carandiru                           | Antônio                         |
| 2004 | Cabra-cega                          |                                 |
| 2010 | A História de Ângelo                | Narrador                        |
| 2013 | Terno                               | Antenor                         |
| 2016 | Fortunato                           | Fortunato                       |
| 2018 | Fica Mais Escuro Antes do Amanhecer | Operário                        |
| 2022 | Primavera                           | Prato 4                         |
| 2023 | TPM! Meu Amor                       | Moura                           |